# جمال مايلز
جمال مايلز (بالإنجليزية: Jamal Miles)‏ هو لاعب كرة قدم أمريكية أمريكي، ولد في 28 مارس 1991 في بيوريا في الولايات المتحدة.

## روابط خارجية
- جمال مايلز على موقع كلية كرة القدم في سبورتس رفرنس.كوم (الإنجليزية)